# Lara Logan
Lara Logan (n. 29 martie 1971, Durban, Africa de Sud) este o jurnalistă sud-africană de televiziune și radio și reporter de război. A fost reporter pentru CBS News între 2002 și 2018. În 2019, ea s-a alăturat grupului Sinclair Broadcast.

## Tinerețe
Logan s-a născut în Durban, Africa de Sud, și a urmat liceul la Durban College College. A absolvit la Universitatea din Natal din Durban în 1992, cu o calificare în domeniul comerțului. A continuat obținând o diplomă și calificare în limba, cultura și istoria franceză la Alliance Française din Paris.

## Carieră

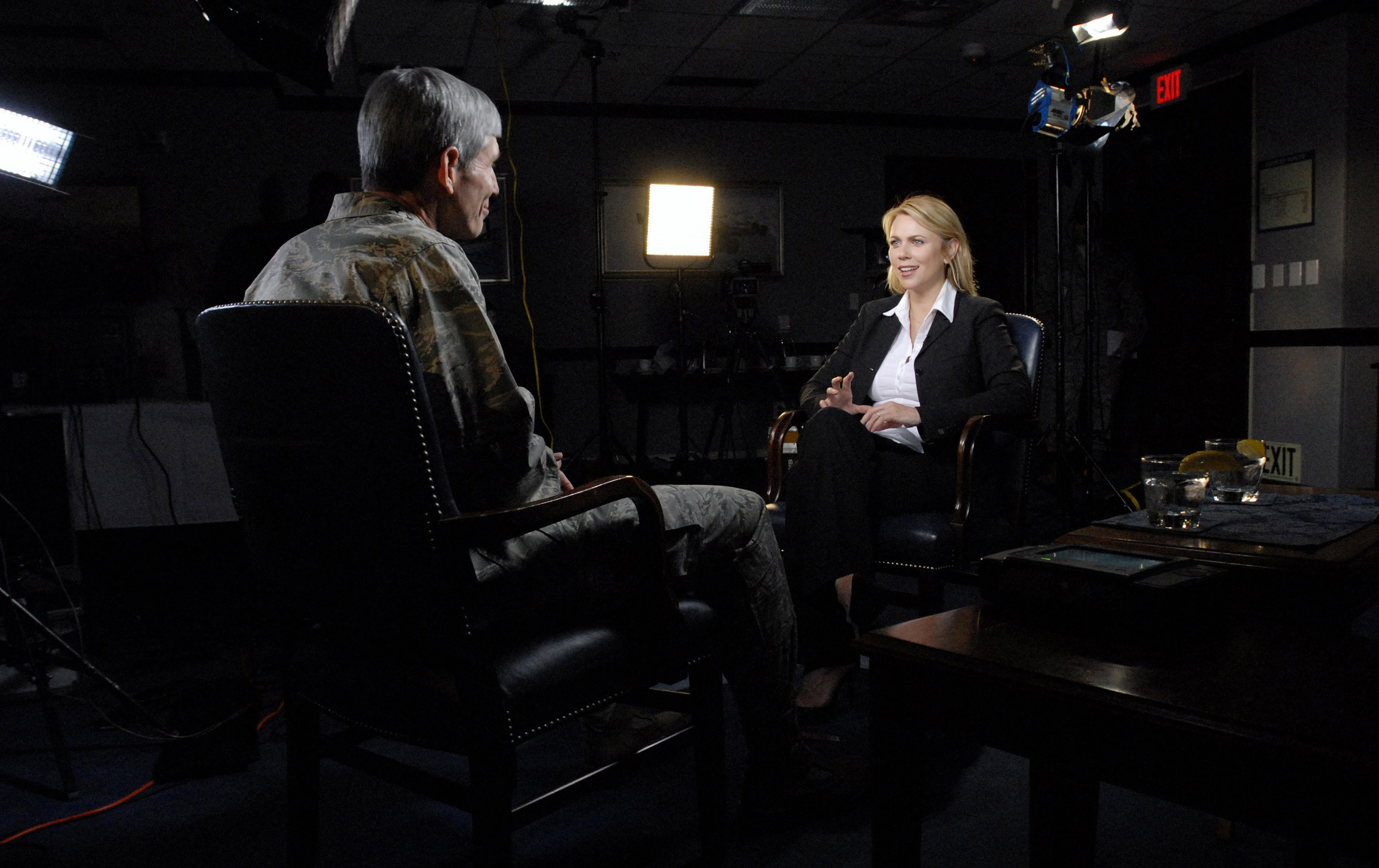
Logan intervievându-l pe generalul Norton A. Schwartz, aprilie 2009

Logan a lucrat ca reporter la "Tribuna duminicală" ("Sunday Tribune") din Durban, de-a lungul anilor de studii. (1988-1989), apoi la Daily News (1990–1992). În 1992 a intrat în Reuters Television în Africa, în principal ca producător principal. După patru ani s-a înscris în jurnalism "freelance"(liber), obținând diferite cereri în calitate de reporter și editor / producător la ITN și Fox / SKY, CBS News, ABC News (la Londra), NBC și European Broadcast Union. De asemenea, a lucrat si pentru CNN, realizând reportaje despre incidente precum bombardamentele din ambasada Statelor Unite din 1998 la Nairobi și Tanzania, conflictul din Irlanda de Nord și războiul din Kosovo.
Logan a fost angajată în 2000 de GMTV Breakfast Television (în Marea Britanie) ca și reporter; ea a lucrat de asemenea cu CBS News Radio ca reporter freelance(liber). La câteva zile după atacurile din 11 septembrie, ea a cerut unui funcționar de la Ambasada Rusiei la Londra să-i dea o viză pentru a călători în Afganistan. În noiembrie 2001, în timp ce lucra în Afganistan pentru GMTV, ea s-a infiltrat în Alianța de Nord sprijinită americani și britanici astfel ea a reusit sa intervieveze comandantul lor, generalul Babajan, la Baza Aeriană Bagram.
CBS News i-a oferit poziția de reporter cu drepturi depline în 2002. Ea a petrecut o mare parte din următorii patru ani realizând reportaje de pe câmpul de luptă, inclusiv zonele de război din Afganistan și Irak, adesea luptând cu forțele armate ale Statelor Unite. Dar a intervievat, de asemenea, figuri celebre și exploratori, precum Robert Ballard sau persoanele ce au descoperit epava RMS Titanic. Multe dintre rapoartele ei au fost pentru emisiunea 60 de minute II. De asemenea, este colaborator frecvent la CBS Evening News, The Early Show și Face the Nation. În februarie 2006, Logan a fost promovată la funcția de „reporter șef al afacerilor externe” pentru CBS News.
Logan a părăsit CBS News în august 2018. În anul următor, ea s-a alăturat televiziunii Sinclair Broadcast pe o perioada scurtă, ca raportor corespondent la frontiera dintre Statele Unite-Mexic.

### Lupta de pe Strada Haifa
La sfârșitul lunii ianuarie 2007, Logan a realizat un reportaj privind luptele de-a lungul străzii Haifa din Bagdad, dar CBS Evening News nu a publicat reportajul; considerându-l „un pic brutal”.  Pentru a contracara decizia acestora, Logan a cerut sprijinul publicului; solicitând oamenilor să-i urmărească reportajul și să transmită informația la cât mai mulți prietenii și cunoscuții, sub pretextul ca „ar trebui văzut”.

### Critica adusă la adresa lui Michael Hastings
Logan a fost criticată în iunie 2010 pentru observațiile sale în legătură un alt jurnalist, Michael Hastings, și părerea ei că reporterii care se încorporează cu armata nu ar trebui să scrie despre poftă generală pe care o aud. Un articol al lui Hastings prezentat în Rolling Stone din acea lună, cita pe generalul Stanley A. McChrystal și personalul său - comentează Hastings cele auzite în timp ce călătorea cu McChrystal - criticând vicepreședintele american Joe Biden și alți oficiali, după care președintele Obama l-a concediat pe McChrystal din poziția de comandant în Afganistan.  Logan a spus celor de la CNN că raportajul lui Hastings a încălcat un acord nescris între reporterii care călătoresc cu personalul militar, cel de a nu raporta comentarii întâmplătoare între ei.
Citând declarația ei, „Adică, adevărata întrebarea este: Este cu adevărat îngrozitor ceea ce generalul McChrystal și ajutoarele sale fac, astfel încât să merite să-și piardă slujbele în același mod cum a parțit McChrystal? Adică, Michael Hastings nu și-a servit niciodată țara așa cum o face McChrystal”.
Fostul reporter principal al armatei de la CNN, Jamie McIntyre, a declarat că ceea ce au făcut a fost într-adevăr îngrozitor și că, din păcate, comentariile ei „susține cel mai prost stereotip al reporterilor, cel care-și petrece timpul cu ofițeri militari de grade înalte, cei care stau mai mult "în pat cu ei”. El a continuat să citeze declarația amiralului Mike Mullen potrivit căreia personalul militar trebuie să fie neutru și nu trebuie să critice liderii civili.
Glenn Greenwald din Salon a scris că, cu toate că a făcut reportaje curajoase de-a lungul anilor, ar trebui să se vadă ca parte din guvern și din armată.

### Raportarea din Egipt și agresiunile sexuale
Logan și echipajul său de la CBS au fost arestați și reținuți pentru o noapte de armata egipteană pe 3 februarie 2011, în timp ce filmau un reportaj în legătură cu revoluția egipteană. Ea a spus că echipajul a fost legat la ochi și încătușat cu arma la cap, iar șoferul lor a fost bătut. Au fost sfătuiți să părăsească țara, dar ulterior au fost eliberați.
Pe 15 februarie 2011, CBS News a lansat o discuție conform căreia Logan fusese bătută și agresată sexual pe 11 februarie, în timp ce filma sărbătorile din Piața Tahrir în urma demisiei lui Hosni Mubarak. CBS 60 Minutes a difuzat un interviu cu ea despre aceasta pe 1 mai 2011 când ea a spus că a vorbit din în numele tuturor agresiunilor sexuale în masă în Egipt și de a pune capăt tăcerii cu privire la violența sexuală asupra femeilor-reporter fiind reticente să raporteze în cazul în care aceasta le împiedică să își facă treaba.
Ea a spus că incidentul a implicat între 200 și 300 de bărbați și a durat aproximativ 25 de minute.
Ea filma reportajul despre sărbătorile de o oră, când bateria ei a murit dintr-odata. Un egiptean echipajului CBS i-a sugerat să plece, spunându-i că a auzit mulțimea facând comentarii sexuale despre ea. Simțea că diferite mâinile o atingeau și poate fi auzit cum ea strigă „oprește-te”, imediat cum camera a murit. Cineva din mulțimi a strigat că ea este o israeliană, o evreică, afirmație despre care CBS a spus, deși falsă, că a fost un ca un "chibrit lângă benzina”. Ea a continuat să spună că i-au fost rupte hainele și, în cuvintele ei, au violat-o cu mâinile, în timp ce făceau fotografii cu telefoanele mobile. Au început să-i tragă corpul în toate direcții, să-i tragă părul atât de tare, încât a spus că i se parea că încearcau să-i rupă bucăți din scalp. Crezând că era pe moare, a fost târâtă de-a lungul pieței, unde mulțimea a fost oprită de un gard, de-a lungul căruia un grup de femei stătea. O femeie care purta un chador și-a pus brațele în jurul lui Logan, iar celelalte au creat o barieră în jurul ei, în timp ce unii bărbați care erau cu femeile, aruncau apă în mulțime. Un grup de soldați a apărut și a oprit mulțimea cu bastoane iar unul dintre ei a pus-o pe Logan pe umărul său. A doua zi a fost dus înapoi în SUA, unde a petrecut patru zile în spital. A fost contactată de președintele Obama când a ajuns acasă. CBS a spus că nu a fost clar cine au fost atacatorii și este puțin probabil ca vreunul să fie urmărit penal.

### Comentarii despre Afganistan și Libia
În octombrie 2012, Logan a ținut un discurs înaintea prânzului anual al Asociației Better Government, în care a criticat dur declarațiile aduse de Administrația lui Obama despre Războiul din Afganistan și alte conflicte din lumea arabă. În special, Logan a criticat afirmațiile Administrației lui Obama potrivit cărora talibanii erau măcinati din pricina războiului în Afganistan, numind astfel de afirmații „o mare minciună” formulată astfel pentru pregătirea finalizării trebuinței armatei americane în această țară. Ea a mai declarat faptul că incă speră că Statele Unite se vor răzbuna doar pentru atacul din Benghazi din 2012, în care personalul diplomatic american a fost atacat și ucis în Libia.

### Reportajele eronate de la Benghazi
Pe 8 noiembrie 2013, Logan s-a prezentat la CBS This Morning pentru a-și cere scuze pentru reportajul inexact de la "60 de minute" despre atacul de la Benghazi, care a fost difuzat pe 27 octombrie. Ea a indicat faptul că o anchetă a descoperit că mare parte din sursa raportajului ei a fost inexactă și a dat vina pe Dylan Davies, managerul forței de pază locală de la Ambasada SUA din Benghazi. Logan a spus că acesta a dat informații false, insistând sa se încreadă în credibilitatea sa și s-au bazat pe lucruri precum fotografiile și documentele pe care le-a furnizat. În retrospectivă, Logan a spus că au aflat că povestea spusă de Davies nu se potrivește cu cea spusă de anchetatorilor federali. "Știți că cel mai important lucru pentru fiecare persoană, la 60 de minute, este adevărul", a spus ea cerându-și scuze, în cadrul emisiunii de dimineață. „Și astăzi adevărul este că am făcut o greșeală. Și asta este ah... este foarte dezamăgitor pentru orice jurnalist. Este foarte dezamăgitor chiar și pentru mine. " Logan a adăugat: „Nimănui nu-i place să admită că a făcut o greșeală. Dar dacă o faci, trebuie să te ridici în picioare și să îți asumi responsabilitatea - și trebuie să precizezi că ai greșit. Iar în acest caz am greșit.”
Pe 26 noiembrie 2013, Logan a fost forțată să-și ia concediu din cauza erorilor din raportul Benghazi. Al Ortiz, director executiv al standardelor și practicii pentru CBS News, a scris într-un memorand, „Logan a ținut un discurs în care a luat o poziție publică puternică, argumentând că guvernul SUA a interpretat fals amenințarea din partea Al Qaeda și cerând măsuri pe care SUA ar trebui să considere răspuns pentru atacul din Benghazi. Din perspectiva CBS News Standards, există un conflict între guvernul Benghazi și Al Qaeda cu privire la manipularea informației, continuând în același timp să raporteze despre această poveste.” 

### Critica la adresa presei
După ce a părăsit CBS News, Logan a început să critice mass-media despre care a spus că are o părtinire liberală. Ea a descris jurnaliștii drept „activiști politici” și „propagandiști” împotriva președinției lui Trump. Ea a spus că, spunând asta, totul va rezulta intr-o „sinucidere profesională”. La scurt timp după aceea, ea s-a alăturat agenției Sinclair Broadcast.

## Viata personala
S-a căsătorit cu Jason Siemon, un Iowan, jucător profesionist de baschet din Marea Britanie, dar căsătoria s-a încheiat cu un divorț.
În 2008 s-a căsătorit cu Joseph Burkett, el reprezentând politic apărarea guvernului american din Texas, pe care îl întâlnise cu ani înainte în Afganistan.
Ei locuiesc în Washington, DC, cu cei doi copii ai lor și fiica lui Burkett dintr-o căsătorie anterioară.

## Vezi și
- Femeile în jurnalism

## Legături externe
- Profil la CBS News (arhivă)
- Lara Logan la Internet Movie Database
- Apariții pe C-SPAN